# Arado Ar 96
Arado Ar 96 var et tysk en-motors observations-, trænings- og kommunikationsfly brugt af blandt andre Luftwaffe under 2. verdenskrig. Flyet blev produceret af Arado Flugzeugwerke i Warnemünde og fløj første gang i 1938. Det blev taget i brug året efter. Prototypen blev drevet af en Argus As 10 motor, mens produktionsmodellen var udstyret med en kraftigere Argus As 410.
Under krigen blev produktionen flyttet fra Tyskland til fabrikker i Tjekkoslovakiet hvor den fortsatte frem til 1950. Omkring 11000 fly blev produceret.